# オーノキヨフミ
オーノ キヨフミ（本名：大野 清文、1978年9月29日 - ）は日本の男性シンガーソングライター。
所属芸能事務所は「りぼん」。血液型A型。身長174cm。自身の作曲以外に、CM音楽/ゲームミュージック制作等、活動は多岐にわたる。

## 略歴
北海道端野町（2006年に合併して北見市）で生まれ育ち、高校2年生の頃に桑田佳祐に憧れてギターを弾き始める。北海道北見緑陵高等学校卒業後、札幌で路上ライブを行う傍ら、宅録でデモテープを制作し、それが現在の事務所の目に留まる。2001年にインディーズ・デビュー。2002年からは活動拠点を東京に移し、リリース・ライブを精力的に行う。
その後音楽プロデューサーに佐久間正英を迎え、2004年4月21日、SPEEDSTAR RECORDSからシングル『平凡』でメジャー・デビュー。
2005年からセルフプロデュースに転向、ライヴ時のサポートメンバーである「The JINJA」と共に楽曲制作、レコーディングを行うようになった。に・よん・なな・みゅーじっくで曲を出した事がある。
現在は自身のアーティスト活動に加え、CM音楽制作も行っている（2010 消費者金融「プロミス」,2008 中部電力（歌唱のみ）、中部地区不動産会社ニッショー、ハウス生ローヤルゼリー1000ドリンクなど）。
2010年11月14日、母校である「北海道北見市端野中学校」の新校舎設立セレモニーにて歌唱。歌の他、生徒に向けて自身のトラウマや経験談を語り、全校生徒分のサイン入りピックを配る。
2011年発表4thアルバム「夢ばかりのミ・アモーレ」ではiTunes,Amazonなど配信中心に活動。同時期にTwitter、USTREAMによる生放送を開始。自身初の監督MV「つかめそうな光」制作。
2013年、USTREAMによる生放送ののべ視聴者数が3万人を超える。東海地区不動産「ニッショー」サガッシーのCMテーマソング2013を作/編曲。3月2日、5thアルバム「Yesterdays」発売。
2014年、リクルートライフスタイル 営業職募集編ラジオCM作曲。4月21日、自身初のベストアルバム「K O」発売。
2015年、東海地区不動産「ニッショー」サガッシーのCMテーマソング2015を作/編曲。DMMオンラインゲーム 九十九姫 ゲーム内音楽を作/編曲。
2018年、きのとや『北海道ミルククッキー　札幌農学校』WEB CM音楽制作。ダーツライブ 15周年記念ソング 「Awesome」作詞作曲 MV出演。NewDays「ギー・コーヒー」店内CM BGM作曲。

## アーティスト名の由来
本名の「大野清文」では堅苦しいと思ったこと、CORNELIUSのようなプロジェクト名に憧れていたこともあり、何かしらのアーティスト名を考えようとしたが、何も思い浮かばず、とりあえず最初の送付用デモテープに「オーノキヨフミ」と書き、現在の事務所（りぼん）に送った。その後も何種類かの名前でデモテープを制作、各所に郵送していたが、りぼんから声が掛かったことや、この名前をりぼんの社長が非常に気に入ったこともあり、アーティスト名として正式に決定した。

## 人物
学生時代によく聴いていた歌手としてビートルズ、サイモン&ガーファンクル、サザンオールスターズなどを挙げている。自称、「ラーメン、カレー、日本史（特に幕末）をこよなく愛する男」で、桂小五郎のファンである。そのため、『ショッキングエクスプレス』のMVは本人の希望で、侍に扮した姿で登場している。
上京後に住み始めた練馬区への愛着も深く、tvk「saku saku」で、MC白井ヴィンセントと『練馬のうた 第二章』を制作した。同曲はシングル『新宿西口摩天楼』にボーナス・トラックとして収録。
北海道に住んでいたころはSTVラジオ「アタックヤング」をよく聴いていたようであり、2004年度に「アタヤンPUSH!」木曜日（オーノキヨフミのアタヤンPUSH!）を担当し、最終回のタイトルコールで「オーノキヨフミのアタックヤング」と言った。本人は大満足だったようである。
現在はレコード会社の売り出し方だったポップなフォトイメージではなく、より等身大の方向に変わってきている。それにともない歌詞、歌も人間味溢れる方向になっている。ライブのMCから、まだ練馬区在住のようである。現在ではユーストリームで生放送をすることが多く、そこで最近の本人を見ることができる。
中学時代は身長も小さく、いじめられた過去がある。USTREAMの放送でトラウマについて話すこともあった。それらの理由からか、故郷の端野町（現：北見市）は嫌いな街だったが、2007年に母校の端野中学校で歌って以来好きになったとのこと。中学時代の経験が音楽を始めるきっかけになったともUSTREAMの生放送で語っている。
2010年11月14日、母校である「北海道北見市端野中学校」の新校舎設立セレモニーにて歌唱。MCではその年自殺した友人のことに触れ、「あいつの春」はそこで歌われて初めて完成した曲とHP上で言及。故郷には複雑な思いがあったようで、その影響からか田舎と都会について歌う歌が多い。
玉ねぎ嫌いで、STV番組内で玉ねぎふりかけを食べさせられた。玉ねぎは故郷北見市名産物。

## ディスコグラフィー

### シングル
1. 平凡（2004年4月21日）
2. ショッキングエクスプレス（2004年8月4日）
3. 新宿西口摩天楼（2005年8月24日）
4. 100マイル（2006年1月25日）

### アルバム
1. 君に太陽を!（2004年9月22日）
2. Country Map（2006年3月8日）
3. ラディカル（2007年4月25日）
4. センチメンタル道案内（2008年6月25日）
5. 東京卒業（2009年4月21日）ライブ・アルバム
6. 夢ばかりのミ・アモーレ（2011年1月4日）
7. Yesterdays（2013年3月2日）
8. 「K O」（2014年4月21日）ベスト・アルバム
9. 天秤（2019年4月11日）

### インディーズ
- アルバム 『世界0（せかいゼロ）』（2001年12月7日）
- シングル 『ピンクのライオン』（2002年4月26日）
- デモシリーズ - 宅録した音源を1曲ずつ収録したシリーズ。

1. 赤色の帰り道（2002年9月）
2. 平凡（2002年9月）
3. シュテラ（2002年11月）
4. 僕と鉄人（2002年12月）
5. ツバメグサ（2003年2月）

## その他
- saku saku - 『平凡』、『ショッキングエクスプレス』、『新宿西口摩天楼』の3作品が続けてエンディングテーマに使用された。ゲストとしての出演回数はさほど多くはないが、MCの白井ヴィンセントと打ち解けているためか、番組内では準レギュラー的な扱いをされている。一般視聴者同様、「練馬区のオーノキヨフミさん」という形でメールを読まれたこともある。
- インドが好きで単身インドに旅行に行ったことがある。その際、ツアーを組まず無計画でガンジス川に行ったため危険な目にあったとユーストリーム放送上で語っていた。
- MCはよくかむ。
- 東海地区で放映されているニッショーのCMにて、キャラクター「サガッシー」をテーマにしたCMソング（自身が作詞・作曲）を歌っている。